# 第25回ゴッサム・インディペンデント映画賞
第25回ゴッサム・インディペンデント映画賞は2015年の映画を対象とする映画賞で、2015年10月22日にノミネーションが発表されたのち、11月30日に受賞者が発表された。
本年より、ブレイクスルー・シリーズというカテゴリが追加されている。

## 受賞・ノミネート一覧
※受賞は太字。

### 作品賞
- 『キャロル』
- 『タンジェリン』
- 『神様なんかくそくらえ』
- 『スポットライト 世紀のスクープ』
- 『ミニー・ゲッツの秘密』

### 男優賞
- クリストファー・アボット - 『James White』
- ケヴィン・コリガン - 『成果』
- マイケル・シャノン - 『ドリーム ホーム 99%を操る男たち』
- ポール・ダノ - 『ラブ&マーシー 終わらないメロディー』
- ピーター・サースガード - 『アイヒマンの後継者 ミルグラム博士の恐るべき告発』

### 女優賞
- ブリー・ラーソン - 『ルーム』
- リリー・トムリン - 『愛しのグランマ』
- クリステン・ウィグ - 『Welcome to Me』
- ベル・パウリー - 『ミニー・ゲッツの秘密』
- ケイト・ブランシェット - 『キャロル』
- ブライス・ダナー - 『I'll See You in My Dreams』

### 脚本賞
- トム・マッカーシー、ジョシュ・シンガー - 『スポットライト 世紀のスクープ』
- ノア・バームバック - 『ヤング・アダルト・ニューヨーク』
- オーレン・ムーヴァーマン、マイケル・アラン・ラーナー - 『ラブ&マーシー 終わらないメロディー』
- フィリス・ナジー - 『キャロル』
- マリエル・ヘラー - 『ミニー・ゲッツの秘密』

### ブレイクスルー監督賞
- マリエル・ヘラー - 『ミニー・ゲッツの秘密』
- デジレー・アクハヴァン - 『ハンパな私じゃダメかしら?』
- ジョナス・カルピニャーノ - 『地中海』
- ジョン・メガリー - 『The Mend』
- ジョシュ・モンド - 『James White』

### ブレイクスルー演技賞
- ロリー・カルキン - 『Gabriel』
- ローラ・カーク - 『ミストレス・アメリカ』
- マヤ・テイラー - 『タンジェリン』
- キタナ・キキ・ロドリゲス - 『タンジェリン』
- アリエル・ホームズ - 『神様なんかくそくらえ』

### 女性映画監督賞
- デブ・ショーヴァル - 『AWOL』
- クレア・カレ - 『Embers』
- シャネル・パーソン - 『195 Lewis』

### ドキュメンタリー映画賞
- 『ルック・オブ・サイレンス』
- 『ハート・オブ・ドッグ 〜犬が教えてくれた人生の練習〜』
- 『マーロン・ブランドの肉声』
- 『カルテル・ランド』
- 『Approaching the Elephant』

### 特別賞
- 『スポットライト 世紀のスクープ』に出演したマイケル・キートン、マーク・ラファロ、スタンリー・トゥッチ、レイチェル・マクアダムス、リーヴ・シュレイバー、ブライアン・ダーシー・ジェームズ、ジョン・スラッテリーの演技

### 観客賞
- 『タンジェリン』

### ブレイクスルー・シリーズ(長編)
- 『MR. ROBOT/ミスター・ロボット』
- 『アンブレイカブル・キミー・シュミット』
- 『トランスペアレント』
- 『ジェーン・ザ・ヴァージン』
- 『UnREAL』

### ブレイクスルー・シリーズ(短編)
- 『Shugs and Fats』
- 『The Impossibilities』
- 『Bee and PuppyCat』
- 『Qraftish』
- 『You're So Talented』

### トリビュート
- ロバート・レッドフォード
- スティーヴ・ゴリン
- ヘレン・ミレン
- トッド・ヘインズ